# Ginestar
 Ginestar es un municipio de Cataluña, España. Perteneciente a la provincia de Tarragona, en la comarca de Ribera de Ebro, situado a la izquierda del río Ebro.

## Geografía humana

### Demografía
Cuenta con una población de 794 habitantes (INE 2024).

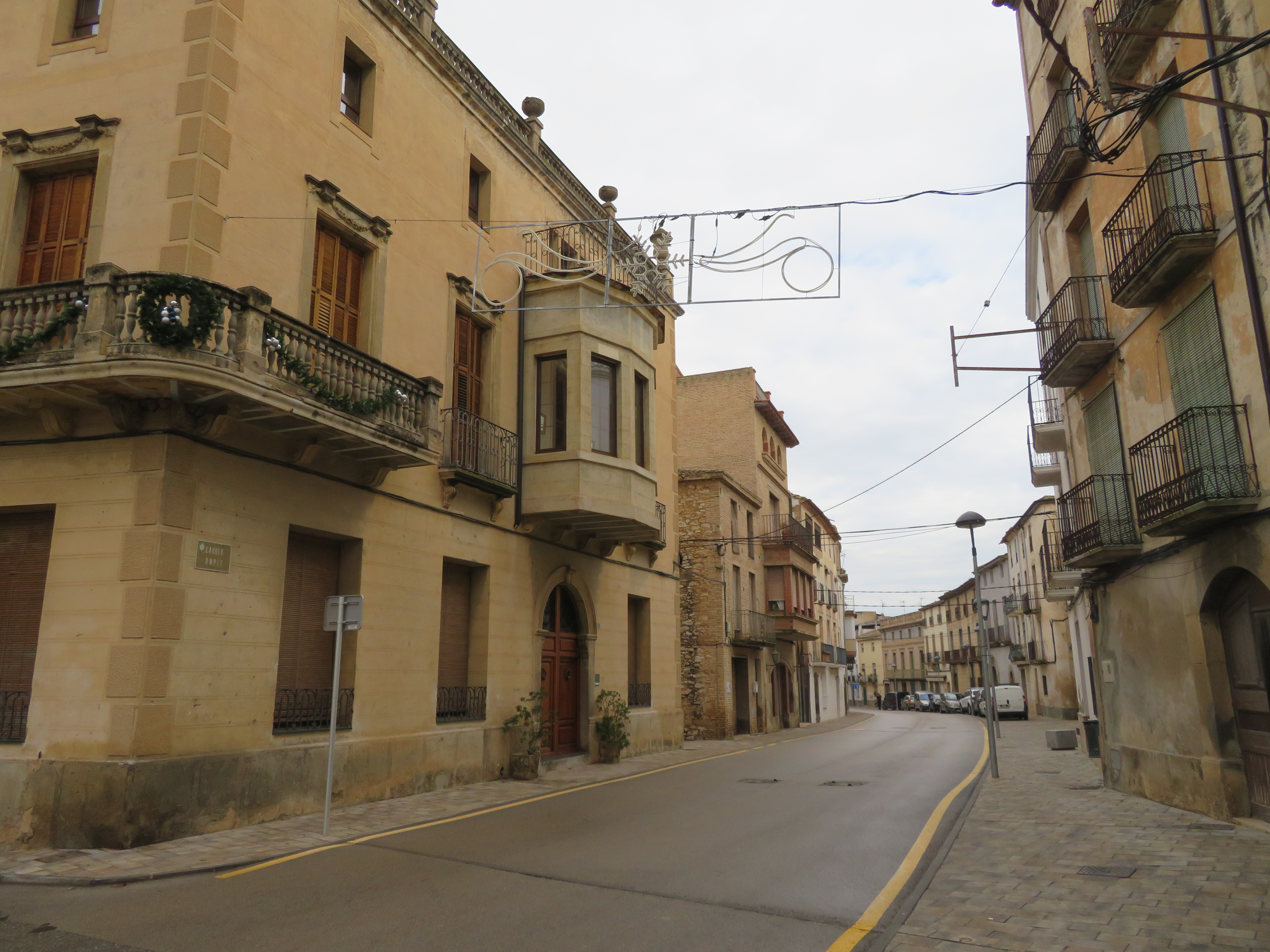
Ginestar

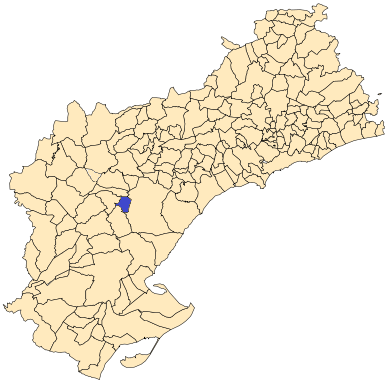
Situación de Ginestar en la provincia de Tarragona.

| Gráfica de evolución demográfica de Ginestar entre 1842 y 2021                                                        |
| |
| Población de derecho según los censos de población del INE. Población de hecho según los censos de población del INE. |

| 1900 | 1930 | 1950 | 1970 | 1981 | 1986 |
| ---- | ---- | ---- | ---- | ---- | ---- |
| 1715 | 1531 | 1408 | 1098 | 948  | 938  |